# NGC 7790
NGC 7790 is een open sterrenhoop in het sterrenbeeld Cassiopeia. Het hemelobject werd op 16 december 1788 ontdekt door de Duits-Britse astronoom William Herschel.

## Synoniemen
- OCL 276